# Boughton Malherbe
Boughton Malherbe est une paroisse civile et un village du Kent, en Angleterre.